# Mimoclystia pallidata
Mimoclystia pallidata là một loài bướm đêm trong họ Geometridae.